# John Garrett (amerikaifutball-edző)
John Morgan Garrett (Danville, Pennsylvania, 1965. március 2. –) amerikai amerikaifutball-játékos és -edző, 2024-től a Duke Blue Devils személyi igazgatója. 2017 és 2021 között a Richmond Spiders vezetőedzője volt.

## Fiatalkora
Az ohiói University Schoolban az amerikaifutball-csapat wide receivere volt. 1983-ban sportösztöndíjjal beiratkozott a Columbia Egyetemre; 1985-ben édesapja, Jim Garrett lett a vezetőedző; John Garrett a szezonban sérülés miatt nem játszott. Azért, hogy megmaradjanak a játékosként tölthető évei, kiiratkozott. Édesapja lemondását követően fivéreivel átiratkoztak a Princetoni Egyetemre; az NCAA szabályai miatt 1996-ban csak a gyakorlócsapatban játszhattak.
1987-ben két touchdownjával csapatelső volt. A szezont tartalékos defensive backként kezdte, emellett baseballozott. 1988-ban történelem szakon szerzett diplomáját, szakdolgozatát az AFL és az NFL egyesüléséről írta.

## Játékosként
Az 1988-as NFL-draftet követően a Dallas Cowboys szabadúszóként szerződtette, de augusztus 8-án kirúgták, és visszatért New Jersey-be tanítani. 1989-ben a Cincinnati Bengals szerződtette; augusztus 29-én kirúgták, de szeptember 6-án a gyakorlócsapat játékosa, decemberben pedig az aktív keret tagja lett. Két mérkőzésen játszott, majd 1990. szeptember 3-án távozott a csapattól.
1991. február 18-án a WLAF-draftben a San Antonio Riders kiválasztotta; tíz mérkőzésen játszott. 1991. június 12-én a Buffalo Bills játékosa lett, majd augusztus 19-ei kirúgását követően néhány hétig a gyakorlócsapatban játszott.

## Edzőként
1990-ben a Princeton Tigers önkéntese, majd 1982 és 1984 között a Tampa Bay Buccaneers személyi asszisztense volt. 1995 és 1998 között a Cincinnati Bengalsszel dolgozott a wide receiverek edzőjeként, illetve támadókoordinátorként. Az 1999-es és 2000-es szezont az Arizona Cardinals quarterbackjeinek edzőjeként töltötte, majd 2001. január 4-én a Bengals tight endjeinek edzőjének nevezték ki. 2003. február 5-én a csapat toborzója lett.
2004-ben a Virginia Cavaliers wide receivereinek edzője lett; 2007-ben vezetőedző-helyettessé léptették elő. 2007-ben fivére, Jason Garrett munkatársaként a Dallas Cowboys tight endjeinek edzője lett, majd a 2011–2012-es szezont passzkoordinátorként töltötte. 2013-ban a wide receiverek edzőjeként újra a Tampa Bay Buccaneers alkalmazottja lett.
2014-ben az Oregon State Beavers támadókoordinátorává nevezték ki, majd a szezon végén a Nebraska Cornhuskers edzője lett. 2015-ben a Florida Gators támadójáték-minőségért felelős edzője volt.
2016. január 20-án a Richmond Spiders támadókoordinátora és quarterbackjeinek edzője lett, majd december 21-én a Lafayette Leopards vezetőedzőjévé nevezték ki. 2021. november 22-én kirúgták.

## Családja
Édesapja, Jim és egyik fivére, Jason edző, másik fiútestvére, Judd Garrett személyi asszisztens volt. Harmadik testvére, Jim Garrett a University School angol tanszékének vezetője.
Feleségével, Honorral négy gyermekük (John Morgan, Honor, Olivia és Caroline) született.

## Eredményei vezetőedzőként
| Év                                                                    | Eredmény                            | Eredmény                            | Helyezés                            |
| Év                                                                    | Összesített                         | Konferencia                         | Helyezés                            |
| Lafayette Leopards (Patriot League)                                   | Lafayette Leopards (Patriot League) | Lafayette Leopards (Patriot League) | Lafayette Leopards (Patriot League) |
| --------------------------------------------------------------------- | ----------------------------------- | ----------------------------------- | ----------------------------------- |
| 2017                                                                  | 3–8                                 | 3–3                                 | T-3.                                |
| 2018                                                                  | 3–8                                 | 2–4                                 | T-4.                                |
| 2019                                                                  | 4–8                                 | 4–2                                 | 2.                                  |
| 2020–21                                                               | 2–1                                 | 2–1                                 | T-1.                                |
| 2022                                                                  | 3–8                                 | 2–4                                 | 5.                                  |
| Összesen:                                                             | 15–33                               | 13–14                               | –                                   |
| Jelmagyarázat: Konferencia-divízióbajnok vagy bajnokságra továbbjutás |                                     |                                     |                                     |

## Fordítás
- Ez a szócikk részben vagy egészben  a   John Garrett (American football) című angol Wikipédia-szócikk ezen változatának fordításán alapul.  Az eredeti cikk szerkesztőit annak laptörténete sorolja fel. Ez a jelzés csupán a megfogalmazás eredetét és a szerzői jogokat jelzi, nem szolgál a cikkben szereplő információk forrásmegjelöléseként.